# Парквей (Каліфорнія)
Парквей (англ. Parkway) — переписна місцевість (CDP) в США, в окрузі Сакраменто штату Каліфорнія. Населення — 15 962 особи (2020).

## Географія
Парквей розташований за координатами 38°29′58″ пн. ш. 121°27′7″ зх. д. / 38.49944° пн. ш. 121.45194° зх. д. (38.499397, -121.451836).  За даними Бюро перепису населення США в 2010 році переписна місцевість мала площу 6,26 км², уся площа — суходіл.

## Демографія
Згідно з переписом 2010 року, у переписній місцевості мешкало 14 670 осіб у 4583 домогосподарствах у складі 3327 родин. Густота населення становила 2342 особи/км².  Було 5036 помешкань (804/км²).
Расовий склад населення:
| - 35,6 % — білих - 18,4 % — чорних або афроамериканців - 13,6 % — азіатів - 2,0 % — вихідців з тихоокеанських островів - 1,2 % — корінних американців - 21,5 % — осіб інших рас |

До двох чи більше рас належало 7,6 %. Частка іспаномовних становила 42,2 % від усіх жителів.
За віковим діапазоном населення розподілялося таким чином: 31,5 % — особи молодші 18 років, 58,7 % — особи у віці 18—64 років, 9,8 % — особи у віці 65 років та старші. Медіана віку мешканця становила 29,7 року. На 100 осіб жіночої статі у переписній місцевості припадало 96,8 чоловіків;  на 100 жінок у віці від 18 років та старших — 93,2 чоловіків також старших 18 років.
Середній дохід на одне домашнє господарство  становив 47 418 доларів США (медіана — 32 706), а середній дохід на одну сім'ю — 49 576 доларів (медіана — 34 784). Медіана доходів становила 33 108 доларів для чоловіків та 30 768 доларів для жінок. За межею бідності перебувало 29,5 % осіб, у тому числі 42,1 % дітей у віці до 18 років та 11,2 % осіб у віці 65 років та старших.
Цивільне працевлаштоване населення становило 5704 особи. Основні галузі зайнятості: освіта, охорона здоров'я та соціальна допомога — 16,2 %, мистецтво, розваги та відпочинок — 14,5 %, роздрібна торгівля — 14,0 %.